# Banque Havilland
Banque Havilland S.A. ist eine multinationale Privatbank in Familienbesitz, die 2009 von der Rowland-Familie gegründet wurde. Sie bietet Leistungen im Bereich Private Banking sowie Vermögens- und Fondsverwaltung für Privatkunden und Institutionen weltweit an. Der Hauptsitz befindet sich in Luxemburg (Stadt). Die Bank hat weitere 6 Büros in den Finanzzentren weltweit.

## Geschichte
Banque Havilland wurde 2009 in Luxemburg gegründet. Sie entstand aus der Kaupthing Bank und übernahm deren Standort ab 13. Juli 2009. 2012 übernahm Banque Havilland die Dexia Privat Bank S. A. M. von der Dexia Banque Internationale à Luxemburg und eröffnete eine Filiale in Monaco. 2013 eröffnete Banque Havilland ihre Niederlassung in London. Gleichzeitig erwarb sie die Mehrheitsbeteiligung an der Banque Pasche (Liechtenstein) AG und alle Anteile an der Pasche Bank Trust Limited in Nassau, um zwei weitere Niederlassungen in Liechtenstein (Banque Havilland (Liechtenstein) AG) sowie auf den Bahamas (Banque Havilland(Bahamas)Ltd.) zu eröffnen. 
2016 übernahm Banque Havilland die Banque Pasche S. A. in der Schweiz, was ihr die operative Tätigkeit in dieser Region ermöglichte, insbesondere in Genf und Zürich. Durch die Übernahme der Banco Popolare Luxembourg S. A. von der Banco Popolare erweiterte Banque Havilland ihre Leistungen für institutionelle Kunden.
Die Banque Havilland (Liechtenstein) hat im Juli 2024 beschlossen, ihre Banklizenz (in Liechtenstein) zurückzugeben und sich freiwillig zu liquidieren. Der Beschluss zur Liquidation wurde auf einer außerordentlichen Generalversammlung am 26. Juli 2024 gefasst. Die Bank betonte, dass die Entscheidung nicht auf Solvenz- oder Liquiditätsproblemen beruhe, sondern im Zusammenhang mit der Absicht der Muttergesellschaft stehe, ihre Geschäftstätigkeit in Liechtenstein und der Schweiz einzustellen. Die Liquidation wird in enger Zusammenarbeit mit den Finanzaufsichtsbehörden Liechtensteins (FMA) und der Schweiz (Finma) durchgeführt.
Am 1. August 2024 hat die Europäische Zentralbank der in Luxemburg ansässigen Banque Havilland S.A. die Banklizenz entzogen. Die Entscheidung betrifft auch Tochtergesellschaften in Monaco, Liechtenstein und der Schweiz.

## Standorte
Banque Havilland hat Niederlassungen/Büros in Monaco, Liechtenstein, Dubai und in der Schweiz. 